# Chlorochlamys appellaria
Chlorochlamys appellaria là một loài bướm đêm trong họ Geometridae.